# Педро Пабло Кучински
Педро Пабло Кучински (на испански: Pedro Pablo Kuczynski) е перуански политик, министър-председател от 2005 до 2006 г. и президент от 2016 до 2018 г.

## Биография
Роден е в Лима, Перу на 3 октомври 1938 г. Завършва средно образование в Перу и Великобритания. През 1960 г. завършва Оксфордския университет със специалност PPE (политически науки, философия, икономика). През 1961 г. получава магистърска степен от Пристънския университет, а през 2017 г. му е връчен медал „Джеймс Медисън“.
През 1969 г. напуска Перу поради заплаха от лявата военна хунта „Хуан Веласко“. Работи в Световната банка, Международната финансова корпорация и „Халко Мининг“. През 1980 г. се завръща в родината си.
През 1980 – 1982 г. е министър на енергетиката и минното дело. През 2000 г. по покана на Алехандро Толедо става негов съветник в президентските избори. След победата на Толедо Кучински е 2 пъти министър на финансите и икономиката (2001 – 2002 и 2004 – 2005), а през 2005 – 2006 г. е министър-председател на Перу. Кучински комбинира работата си в правителството със заемане на високи постове в търговски компании, което довежда до обвинения в корупция. След като Толедо напуска президентския пост, Кучински основава нестопанската организация „Agua Limpia“, която се занимава с осигуряване на чисти води на изостаналите райони на страната. Той е член и лидер на партията „Перуанците за промяна“.

## Президентска кариера
На президентските избори през 2011 г., получана 18,5 % от гласовете и заема 3-то място. Слез 5 години отново участва в изборите. На първия тур на президентските избори на 10 април 2016 г. заема 2-ро място с 21 % от гласовете. Във втория тур на изборите, проведен на 5 юни, печели 50,12 % от гласовете, като побеждава с леко предимство фаворита на първия тур Кейко Фухимори, в резултат от което печели президентските избори. Встъпва официално в длъжност на 28 юли 2016 г.